# 王様の耳はオコノミミ
『王様の耳はオコノミミ』（おうさまのみみはオコノミミ）は、夏海ケイによる料理漫画作品。2004年から2007年まで『月刊少年ガンガン』で連載された。単行本は全9巻。

## 概要
初期は短期連載作品で終らせるつもりだったが読者に思った以上の人気が出始め、ガンガン本誌やガンガンパワードで読み切りを何回か重ねたのち数ヶ月の期間をあけて正式にガンガン本誌で連載化された。ガンガンONLINEにて2016年4月14日更新分からリバイバル連載された。

## ストーリー
主人公、虎ノ宮キイチが独特のお好み焼き、新潟風で数多のライバルたちと戦っていく、熱いお好み焼きバトルを描く。

## 主な登場人物

### 主人公とその周辺
虎ノ宮キイチ（このみや）
主人公。お好み焼きの声が聞ける特殊な耳（正確には絶対領域に1歩足を踏み入れられる能力）をもった新潟県のお好み焼き職人。お好み焼き屋を亡くなった両親に代わって、経営している。ちなみに阪神ファンである。米をつかった新潟風で勝負する。頭はあまりよくない。語尾に「～ヤ」をつけて喋る。
全国大会には21世紀枠代表として参加。多くの強敵たちを退け、Aブロックを勝ち進む。ブロック決勝では一度は同点になるも、乃藍の辞退により勝利。決勝戦に進出した。決勝ではお好み焼きの楽しさをみんなに伝えるため、誰でも作れる究極の「形」のお好み焼きを作り、宮坂や新垣と互角の評価を得る。5月5日生まれ。
虎ノ宮くるみ（このみや）
キイチの妹。お好み焼きのことばかり考え、お好み焼きしか作れない兄を疎ましく思っていたが、のちに一番のよき理解者となる。
遠藤ロミオ
キイチの友人。美味しいものに目がなく、同時にかなりの大食い。毎日キイチの店にミツルと共にかよっていた。生まれてから1度も胸焼けしたことがないと言う、驚異の胃袋の持ち主。賞味期限が切れた牛乳を「のむヨーグルト」と言って平気で飲む。クラスのみんな曰く「ゲテモノ食い」。成績はキイチと同じぐらい。ものすごい嗅覚も持ち合わせている。12月14日生まれ。
浅井ミツル
キイチの友人。性格はクール。暴走しがちなロミオとキイチのよきストッパー役でもある。永遠の突っ込み役。
女性の扱いには意外と慣れているらしく、モテる。9月20日生まれ。
上杉沙和（うえすぎ さわ）
キイチ達の同級生。委員長で周りから一目置かれている、心優しき少女。人の気持ちを察することは得意。ルックスがいい故に男に声をかけられる事もあるが、本人はキイチのことが好きらしい。気が動転すると突如喋り口調が新潟弁になる。6月30日生まれ。

### 四天王
鎌田広紀（かまた ひろき）
業界4強に君臨する、広島代表。暴走族で見た目は悪いが、人を見る目があり、筋は通す男。鯉の滝登り、飛天双竜、呼雲、回竜旋などパフォーマンス技は多彩で派手。既婚であり、妻がいる。志は高く、ただ1つ至高の王を目指している。キイチを21世紀枠に推薦した張本人で、キイチとの勝負以外は、連戦連勝。キイチの耳の能力が絶対領域に近いものなのではと指摘した。ベスト6進出。かなりの修行の末、絶対領域のたどりつくも、わずかな差で沖縄代表の荒垣に敗れた。
桃田法男（ももた のりお）
岡山代表。関西風と広島風お好み焼きをミックスした自身の岡山風を、両者を超えた存在と豪語する。対戦相手のお好み焼きの良いところを取り入れ、戦うごとに極めているらしい。ベスト6進出。Bブロック決勝ではキイチの倍近くの売り上げを見せるも、宮坂にさらに倍をわずか二時間で稼がれ、敗北する。
宮坂竜牙（みやさか りゅうが）
四天王最強と謡われる大阪代表。自分の意志で至高の極限集中の境地「絶対領域」を使いこなせる圧倒的な力を持つ。冷酷で自己中心的、やる気のない性格で女好きという事から店の同僚たちからも嫌われているが、まったく意に介していない。
超一流の食材の中から更に優れたものを選び出せる眼力と集中力、そしてその優れた部分のみを取り出せる技術など、料理人としては完璧に近い力量の持ち主。唯一のライバルにして親友だった双子の兄・朱凰（すおう）を交通事故で失った事で目標を失うが、朱凰を超えて上を目指す気持ちだけは持ち続けており、傲慢ともいえる言動を取る。
大会では下馬評どおりの実力を見せてBブロックを勝ち進み、余裕で決勝に進出。最高の材料と器具と腕を駆使した究極の「味」のお好み焼きを作り上げる。しかし決勝戦は試食審査にもつれ込み、楽しみながら料理を作るキイチの絶対領域に触れたことで、朱凰と共に楽しんでお好み焼きを作っていた頃の心を思い出す。
黒山揚羽（くろやま あげは）
四天王の1人で京都代表。銀揚羽の異名を持つ美しい女性。『花蝶風月桃源郷』という華麗なパフォーマンス技を持ち、審査員はもちろん観客までも魅了する。
1回戦は20対0の圧勝だが、2回戦で11対9の僅差により、キイチに敗れた。

### 大会の選手達
獅子谷正義（ししたに せいぎ）
関東の敗者復活戦でキイチと戦った神戸風お好み焼きの作り手。兵庫代表は確実と言われていたが、事故で手に火傷を負い予選を辞退する。
眼にも止まらぬ調理スピードから生まれる両腕の残像がまるで千手観音のように見えるため、他の選手などからは「神戸の千手」とあだ名をつけられている。
無口で冷静、絶叫系アトラクションが苦手。見た目は怖いが他人を認めることができる余裕ある男。僅差でキイチに敗退。審査員の会長曰く、「実力的には互角だった」。
名瀬ハリマ
愛知代表でキイチの1回戦の対戦相手でハーフのような風貌の美青年。お好み焼きの経験は浅いが、その僅かな期間の間に県代表にまでなるところから料理の才能は相当なもの。
料理の合間に様々な手品を織り込んだパフォーマンス技を操る。作り出すお好み焼きには愛知の名物を山のように盛り込んだ豪華な仕様。キイチに敗退。
キザだが謙虚な性格。沙和に好意を抱いていた様子。
ドン・チャンゴン
東京代表でキイチの3回戦の対戦相手の韓国人。美男子だが髭が生えていて極度の女好きでスケベなため、何かと「エロヒゲ」と呼ばれる。
作り出すお好み焼きは本来韓国料理の「チヂミ」と呼ぶべきもの。素手で生地を返したり押さえることで生地のどんな些細な変化も見逃さず、絶妙な焼き加減を見極めることができる。
キイチに敗退。打倒日本のお好み焼きに燃えていたようだが、この負けをきっかけに日本のお好み焼きの良さを見直したようだ。
咲良乃藍（さくら のあ）
山形代表。今回の大会の最年少選手である。ベスト6入りを期待されていた兵庫代表の明石風を大差で打ち破り、見事ベスト6入りを果たす。
ウェスタンスタイルの服を着た、快活で活発な性格の美少女。客が何を食べたいかを見抜く驚異的な観察力の持ち主で、客が求めている味のどんどん焼きを作る。Bブロック決勝でキイチと対決。結果は同点だったが、勝負の内容で敗北を悟って辞退した。
鎌田恋華（かまた れんか）
滋賀代表で鎌田広紀の妻。彼に「ヒロぽん」というあだ名をつけた張本人。
優しい女性だが時折広紀に似た迫力ある形相を見せることも。様々な意味で広紀の良き理解者であり、夫婦仲は良いようである。3回戦で広紀に敗退した。
新垣那由太（あらがき なゆた）
沖縄代表。絶対領域を体得した鎌田をわずかな差で破り、Cブロックでの優勝を果たす。語尾に「さー」とつける事が多い。
世界中を旅して、数多くのお好み焼きに似た料理を食べてきた。自然の恵みに感謝し、食材を活かし切る事をモットーとしており、廃棄物をほとんど出さない。絶対領域も体得している。決勝戦では沖縄ならではの食材を駆使して、食べる人の健康を考えた究極の「食」のお好み焼きを作る。

### その他の人物
千秋（ちあき）
お好み焼き協会会長の老婆で、関東の敗者復活戦の審査員も務めた。
穏やかな性格。しかし審判や間違いには厳しい。鎌田が推薦し、なおかつ敗者復活戦を勝ち上がったキイチに注目している。
葛（かつら）
千秋の側近らしき若い男。腰が低く気が弱い性格で、喋り言葉によく「すみませんが、」が付く。
関東の敗者復活戦や全国お好み焼き選手権では司会も務めた。
千春（ちはる）
お好み焼き協会会長の老婆で、千秋とは双子の関係。見た目はそっくりだが素振りや性格は千秋とは正反対で気が強い。
孫のリューガを贔屓しており彼こそが日本一と疑わない。そのためか、目の前で日本一宣言をしたキイチのことは快く思っていないようである。
東堂文（とうどう ぶん）
東京への修学旅行でキイチが出会ったもんじゃ焼き職人。お好み焼きとは調理の勝手が違い苦戦するキイチとロミオにもんじゃ焼きの作り方を教えた。
お好み焼き屋の商店街「月島」の中の1つの店に勤めているが、鉄板に薄く残った生地を絶妙なタイミングと操作で引き剥がして生み出す「もんじゃせんべい」は彼ただ1人が作り出せるもの。
大会の予選は私情で棄権。その後大会会場の医務室にてキイチ達と再会する。
東京代表となったチヂミ職人ドン・チャンゴンに「あんなもの俺だって作り出せる」と喧嘩をふっかけ勝負したが、自身は完全なチヂミを作り出すことができず敗北する。（しかもチャンゴンは手を抜いていた）
吉村雛希（よしむら ひなき）
キイチ達の中学時代の同級生。名前や背が小さかったことから「ピヨ」と皆に呼ばれていたが、大会前に再会した時はキイチ達も誰か思い出せないほどの長身に成長していた。
バスケット選手の一家で育っており本人もバスケット選手になるのが夢で努力を重ねていたが、中学を卒業する頃その夢を諦めると友人に告げる。しかし、数日後立ち寄ったいつもの練習場所に置かれていたキイチのお好み焼き弁当を食べ、またその夢を追う決意を固めた。
現在は県の選抜代表になっている。
ジュリ
ロミオの彼女で初登場ではガングロ、現在はメイクを落としている。
だが当時はロミオとの付き合いは金目当てでの事だったようだ。あっさりとロミオを振った後ドン・チャンゴンのファンになり、三回戦で彼が勝つようキイチの調理具に密かに妨害工作をしていた。
後にその行為がバレて皆に責められたが、ロミオにだけは庇われる。この事があって、彼女はロミオのことが本当に好きになったようだ。
大村
揚羽がお好み焼き職人を営んでいた料亭の主人。穏やかな人柄に見えるが、実際は料亭の評判のためなら手段を選ばない腹黒な男。
揚羽を勝たせるため本人には告げずに審査員を買収していた。